# Granasztói Péter
Granasztói Péter Pál (Budapest, 1968. augusztus 12. –), néprajzkutató, társadalomtörténész, muzeológus, a Néprajzi Múzeum gyűjteményi főigazgató-helyettese.
Tanulmányait az ELTE Bölcsészettudományi Karán végezte, ahol 1996-1997-ben történelem szakos középiskolai tanári és etnográfus diplomát szerzett. 1996-ban ösztöndíjasként DEA diplomát szerzett Franciaországban a párizsi École des Hautes Études en Sciences Sociales-on. Phd disszertációját 2006-ben védte meg az ELTE BTK Társadalomtörténeti doktori programjában. 2008-ban múzeumi vezetői képzést végzett a Múzeumi Oktatási és Képzési Központ szervezésében. 2000 óta a Korall társadalomtörténeti folyóirat alapító szerkesztője.

## Munkássága
1996 óta a Néprajzi Múzeum Etnológiai Archívumának muzeológusa, 2003-tól az Etnológiai Archívum főosztályvezetője, 2022 februárjától az intézmény gyűjteményi főigazgató-helyettese.
Társkurátora volt 2001-ban a párizsi és 2003-ban kittsee-i (Ausztria) Cifraszűr-kiállításnak, 2009-ben Egy falu az országban – Átány, 2010-ben az Átváltozások. Palotából múzeum és 2013-ban az Erdélyen innen – Alföldön túl, A Fekete-Körös völgye a századfordulón című néprajzi múzeumi kiállításoknak.

## Elismerései
- 2022: Magyar Érdemrend lovagkeresztje polgári tagozat

## Munkái
- Eltűnt mindennapok nyomában. Mezővárosi társadalom a tárgy világ tükrében (Kiskunhalas, 1760–1850) (Néprajzi Múzeum, Budapest, 2010)
- Pamutkendő, vasfazék, fajansztányér. Tárgykészítés és fogyasztás Magyarországon az ipari forradalom korában (1750–1850) (Néprajzi Múzeum, Budapest, 2018. Szerkesztő, OTKA kutatás vezető)

## Katalógusok
- Fiers Magyars (Musée de l’Homme, Paris, 2001, Társszerző: Lackner Mónika)
- Cifraszűr. Hirtenmantel. Vom alltäglichen Kleidungsstück zum nationalen Symbol (Kittsee, 2003, Társszerző: Lackner Mónika)
- Átváltozások. Palotából múzeum (Néprajzi Múzeum, Budapest, 2011, Társszerző: Sedlmayr Krisztina, Vámos-Lovay Zsuzsannával közösen)
- 2013: Erdélyen innen – Alföldön túl. A Fekete-Körös völgye a századfordulón (Néprajzi Múzeum, Budapest, 2013, Társszerző: Gebauer Hanga és Katona Edit)

## Publikációs lista
- Granasztói Péter (néprajz, történelem)